# Доналд Глейзър
Доналд Глейзър (на английски: Donald Arthur Glaser) е американски физик и невробиолог, носител на Нобелова награда за физика за 1960 г. за изобретяването на мехурчестата камера.

## Биография
Роден е на 21 септември 1926 година в Кливлънд, Охайо, в семейство на бизнесмен. Защитава докторска дисертация през 1950 г. в Калтех. През 1959 г. става професор по физика в Калифорнийския университет в Бъркли, а от 1964 г. и професор по молекулярна биология. От 1989 г. до смъртта си е професор по физика и невробиология.
Основните интереси на Глейзер в първите години на неговата кариера са елементарните частици. В началото усъвършенства камерата на Уилсън, докато през 1952 г. създава мехурчестата камера. Тя служи за регистриране на резултатите при провеждане на експерименти в областта на физиката на елементарните частици (физика на високите енергии).
През 1962 г. неговите научни интереси се насочват към микробиологията, а през 1970 г. – към биотехнологиите.
Умира на 28 февруари 2013 година в Бъркли, Калифорния.